# فرناندو غوزمان بيريز
فرناندو غوزمان بيريز (بالإسبانية: Fernando Guzmán Pérez)‏ هو سياسي مكسيكي، ولد في 25 يناير 1956 في مدينة مكسيكو في المكسيك. حزبياً، نشط في حزب العمل الوطني. وقد انتخب عضو مجلس النواب المكسيك.